# 马尔利安
马尔利安（法語：Marliens，法語發音：[maʁljɛ̃]）是法国科多尔省的一个市镇，属于第戎区。

## 地理
马尔利安（47°12'40"N, 5°10'58"E）面积4.35 平方千米，位于法国勃艮第-弗朗什-孔泰大區科多尔省，该省份为法国中东部省份，北起奥布省，西接涅夫勒省和约讷省，南至索恩-卢瓦尔省，东南接汝拉省，东临上索恩省，东北部与上马恩省接壤。
与马尔利安接壤的市镇（或旧市镇、城区）包括：鲁夫尔昂普莱讷、托雷昂普莱讷、瓦朗日、隆日库尔昂普莱讷、塔尔。

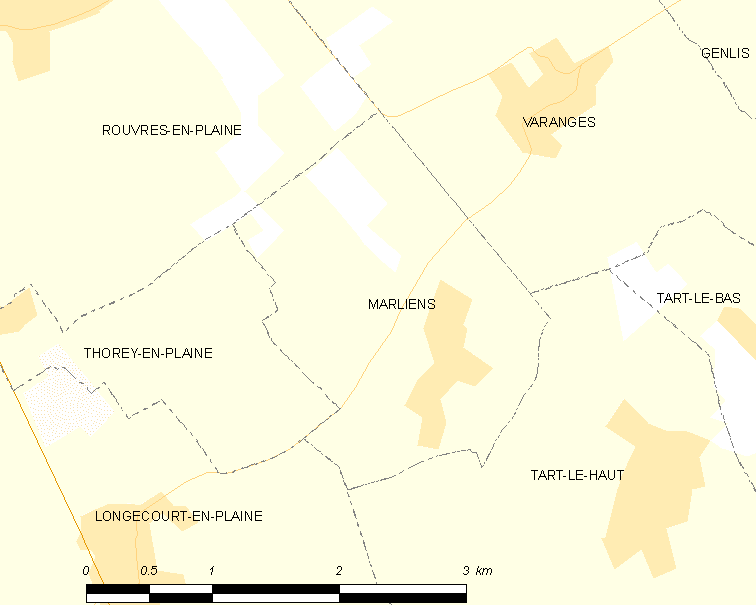
马尔利安的OSM定位图

马尔利安的时区为UTC+01:00、UTC+02:00（夏令时）。

## 行政
马尔利安的邮政编码为21110，INSEE市镇编码为21388。

## 政治
马尔利安所属的省级选区为让利斯县。

## 人口

1962-2008年间马尔利安人口变化图示

马尔利安于2022年1月1日时的人口数量为614人。